# Guillaume-François Tardivet du Repaire
Guillaume-François Tardivet du Repaire (né à Saint-Léonard-de-Noblat (aujourd'hui en Haute-Vienne) le 16 février 1757 et mort le 18 juin 1826) est un militaire royaliste français. Il épouse Marie Augustine Eugénie Hay d'Egly en 1785. Ils auront deux filles, Agathe Tardivet du Repaire et Alexandrine Tardivet du Repaire, cette dernière deviendra l'épouse du baron Charlet.

## Biographie
Il devient garde du corps du roi dans la garde écossaise, le 24 février 1775.
À Versailles les 5 et 6 octobre 1789, il est le 6 vers 6h du matin en service auprès de la reine Marie-Antoinette et est blessé à cinq reprises en défendant les appartements, il permet a la reine de s'enfuir chez le roi.
Le 12 décembre de la même année, la reine se fit présenter du Repaire, non encore complètement remis de ses blessures, elle pleure : « Ce sont, dit-elle, les premières larmes de joie que j'aie versées depuis bien longtemps! »
Six mois plus tard, le dimanche 18 juillet 1790, elle a l'occasion de le désigner aux députés d'Anjou : « Vous avez parlé de mon courage. Voilà un de ceux à qui je dois le plaisir de vous entendre. Je lui dois la vie. Pour me sauver, a exposé la sienne. C'est de son courage qu'il faut parler. »
Du Repaire obtient la croix de Saint-Louis et le grade de lieutenant-colonel par le roi Louis XVI pour son dévouement. Ces événements créèrent des liens très étroits entre la famille royale et le chevalier du Repaire.
Il est parmi les premiers à partir à Coblence au sein de l'armée des princes, en juin 1794 il devint lieutenant dans le régiment de Mortemart.
Il part ensuite au Portugal en 1797 jusqu'en 1802. Rentré en France comme officier portugais, il est sollicité pour entrer au service de Napoléon Bonaparte. Royaliste convaincu, dévoué à l'ancien régime, il refuse et s'en retourne à Lisbonne et y resta jusqu'au moment où les événements causés par l'invasion de Junot excitèrent contre les Français, une telle haine que les officiers émigrés au service du Portugal furent invités à passer à Londres, où ils furent mis en congé illimité avec continuation de leur solde.
Il jouissait en Angleterre d'un sort fort aisé et surtout à Hartwell de toutes les bontés de Louis XVIII, jusqu'à l'honneur d'avoir un logement au château et d'être admis à la table du roi.
En 1810 il est choisi pour accompagner et déposer à Westminster, le corps de la reine, épouse de Louis XVIII, décédée à Hartwell, il remit la clé du cercueil au grand maître de la garde-robe en présence du roi.
Une anecdote prouve l'estime particulière dont le prince de Condé honora du Repaire : « Son Altesse dit un jour, à Londres, le 23 mars 1814, à sa table où le prince fit l'honneur d'admettre les chevaliers, en me désignant ma place, dit le chroniqueur (le chevalier de Grosson) : Vous savez que du Repaire est de la maison, voilà pourquoi je le mets à côté de moi, à ma droite, mettez-vous après lui. »
En 1814, il devient lieutenant des gardes du corps du roi Louis XVIII et officier de la légion d'honneur, il commande les douze gardes du corps que le roi a choisi a Londres pour l'accompagner pour son retour en France. En 1815, il suit le roi à Gand à la suite du retour de Napoléon.
En 1820, à l'heure de la retraite il fut nommé commandeur de l'ordre de saint Louis et maréchal des camps et armées du roi. Le 25 août 1820, il fut nommé membre du conseil d'arrondissement de Limoges et c'est alors que le roi félicita la ville de Saint-Léonard de l'avoir choisi.
En 1825, de retour à Paris pour soigner une forte fièvre, il décède dix mois plus tard à Bruyères-le-Châtel le 18 juin 1826 dans le château de son gendre le baron Charlet que la duchesse d'Angoulême, fille de Louis XVI (surnommée Madame Royale), nomma secrétaire personnel à la suite d'une promesse faite à sa mère de veiller sur la famille du chevalier du Repaire et en souvenir du dévouement de ce dernier envers sa famille pendant 25 ans.